# Sinilabeo hummeli
Sinilabeo hummeli är en fiskart som beskrevs av Zhang, Kullander och Chen 2006. Sinilabeo hummeli ingår i släktet Sinilabeo och familjen karpfiskar. Inga underarter finns listade i Catalogue of Life.